# 大齿山芹
大齿山芹（学名：Angelica grosseserratum）是伞形科当归属的植物。分布于俄罗斯、日本、朝鲜以及中国大陆的安徽、河南、山西、福建、吉林、浙江、河北、江苏、辽宁、陕西等地，生长于海拔250米至3,200米的地区，多生于草地、溪沟旁、山坡及林缘灌丛中，目前尚未由人工引种栽培。

## 别名
大齿当归（江苏南部种子植物手册）、朝鲜独活、朝鲜羌活（东北植物检索表）、大齿独活（全中中草药汇编）、碎叶山芹（东北植物志）

## 异名
- Angelica grosseserrata Maxim.